# Huo Liang
Huo Liang (jiaxiang: Shanghai) is een Chinese schoonspringer. Hij begon op zevenjarige leeftijd met turnen. Twee jaar later kwam hij in het schoonspringteam van Shanghai. Toen hij elf was deed hij mee aan nationale wedstrijden. Zijn beste resultaat behaalde hij in 2006 in Jinan, toen hij op de zesde plaats eindigde.
In 2004 haalde hij goud op de 10 m schoonspringen bij de nationale wedstrijd. Bij de Wereldkampioenschappen zwemmen 2007 haalde hij goud op het onderdeel 10 m schoonspringen.
Hij behaalde met Lin Yue goud op de 10 m synchroon schoonspringen op de Olympische Zomerspelen 2008. Zij worden samen "Yue-Liang" genoemd, wat in het Standaardmandarijn hetzelfde klinkt als maan.